# رومان كيناست

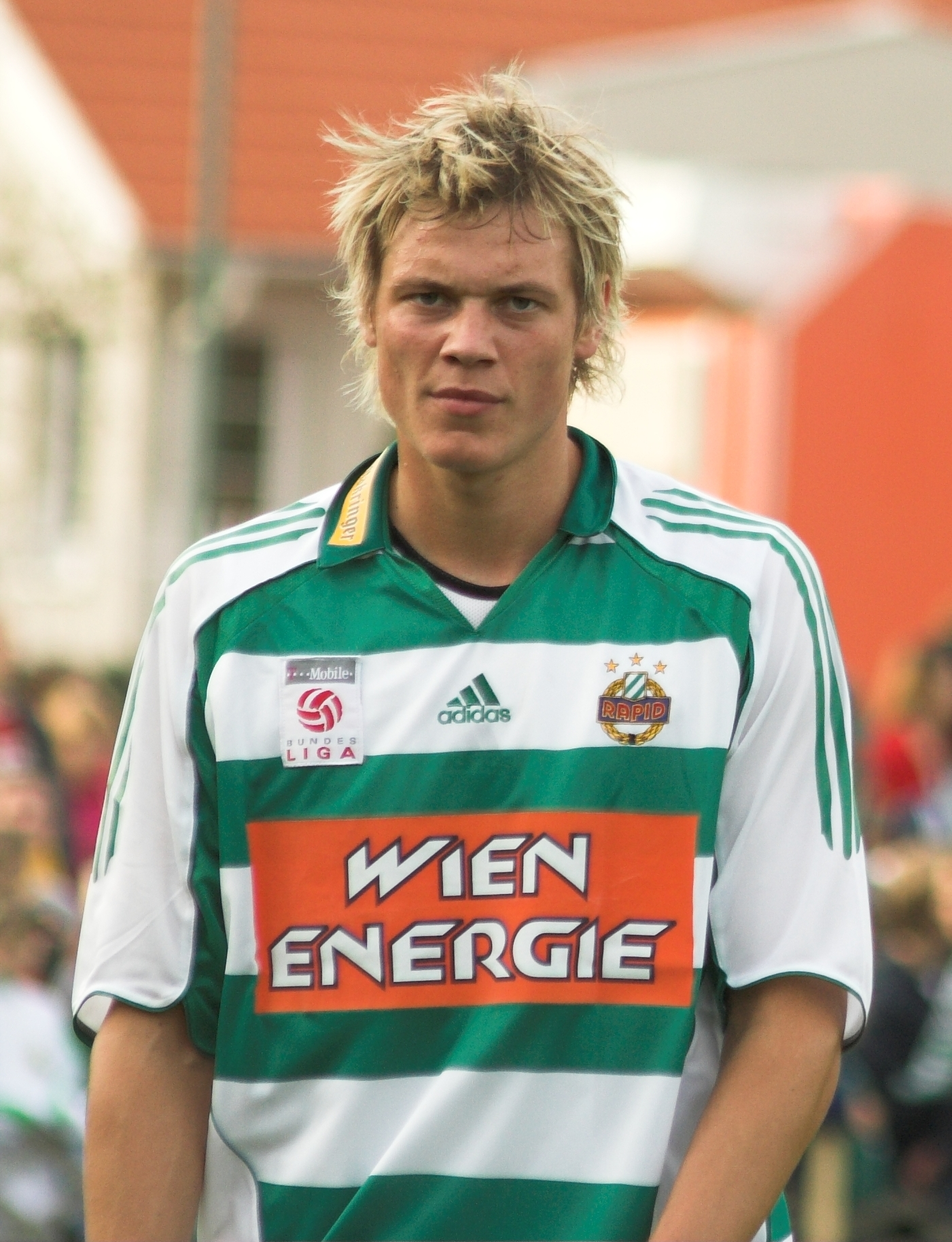
رومان كيناست

رومان كيناست (بالألمانية: Roman Kienast)‏ ، من مواليد 29 مارس 1984 في سالزبورغ في النمسا ، لاعب كرة قدم نمساوي.
يلعب مع نادي هام كام النرويجي منذ عام 2006.
بدأ باللعب مع منتخب النمسا لكرة القدم في عام 2007.

## روابط خارجية
- رومان كيناست على موقع الاتحاد الدولي (مؤرشف)  (الإنجليزية)
- رومان كيناست على موقع الاتحاد الأوربي (الإنجليزية)
- رومان كيناست على موقع قاعدة بيانات كرة القدم.إي يو (الإنجليزية)
- رومان كيناست على موقع ناشيونال فوتبول تيمز (الإنجليزية)
- رومان كيناست على موقع Soccerway.com (الإنجليزية)
- رومان كيناست على موقع عالم كرة القدم.نت (الإنجليزية)
- رومان كيناست على موقع كووورة